# Marsupilami (bande dessinée)
Pour les articles homonymes, voir Marsupilami (homonymie).
Marsupilami est une bande dessinée mettant en scène l'animal fantastique du même nom (distincte des histoires de Spirou et Fantasio dans lesquelles le marsupilami peut occuper une place importante). Elle est éditée par Marsu Productions et dessinée par Batem.

## Synopsis
Le Marsupilami est un animal à mi-chemin entre le singe et le guépard, vivant en Palombie avec toute sa famille. D'un naturel très sentimental, il aide, grâce à sa queue, les personnes (et animaux) en mauvaise passe, le plus souvent victimes d'injustice, quand il ne se sauve pas lui-même de ses propres prédateurs que sont principalement les humains et les jaguars.

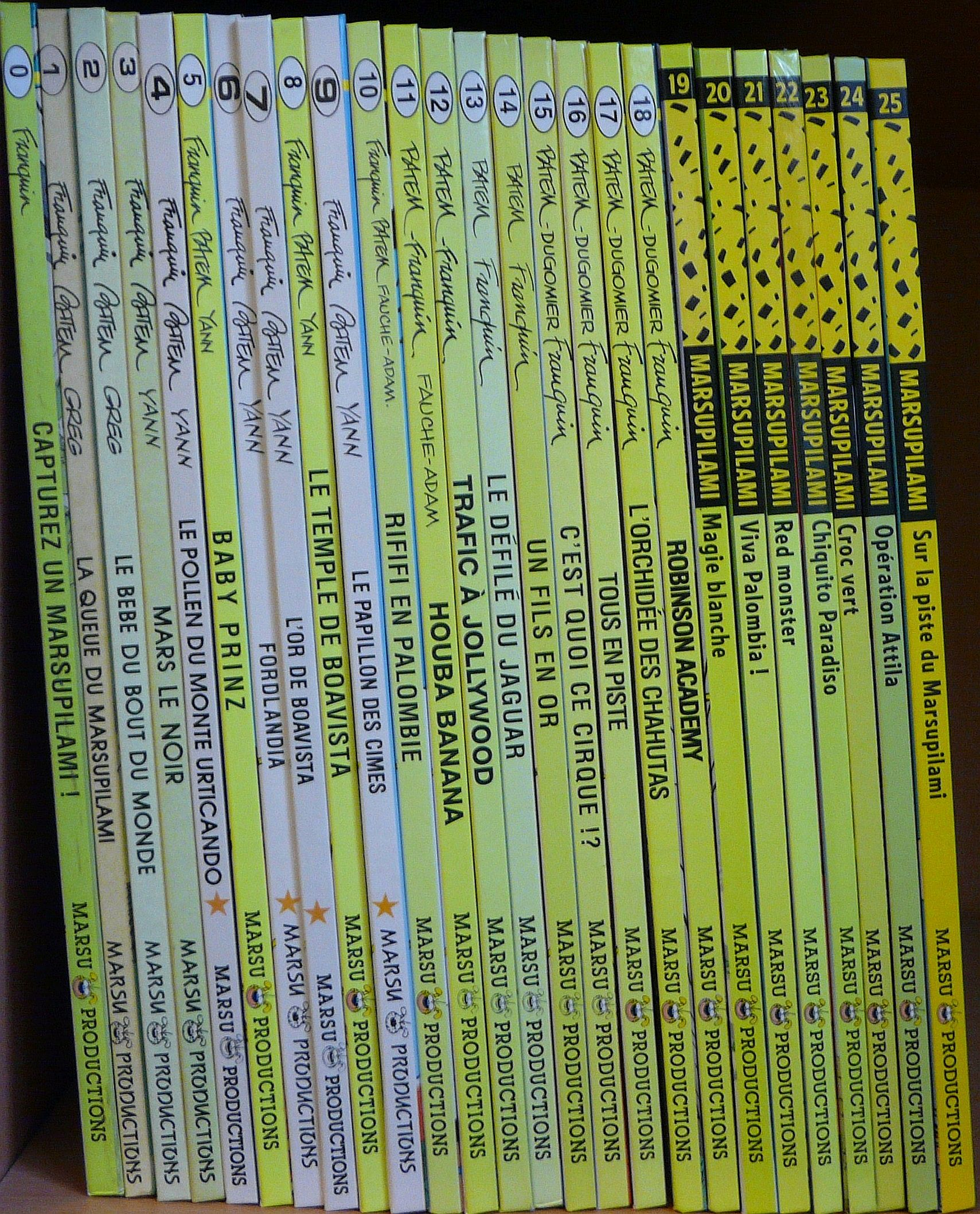
Les tomes 0 à 25 de la série

## Historique

### Naissance et progression sous Franquin (1987-1996)
La série est initiée en 1987 par Franquin, sous l'impulsion de Jean-François Moyersoen, un entrepreneur qui adore son œuvre. L'auteur lui vend les droits du personnage afin qu'il soit exploité dans sa propre série, dans sa maison d'édition intitulée Marsu Productions.
La famille de marsupilamis sauvages, dont Seccotine filme la formation dans Le Nid des marsupilamis, sera au cœur de cette série. Marsupilami est donc une série dérivée de Spirou et Fantasio. L'histoire suivante sera La cage en 1965 qui marque la première apparition du chasseur Bring M. Backalive qui tente en vain de capturer un marsupilami avant d'être éconduit. Cette histoire parait neuf ans plus tard en album dans Tembo Tabou de Spirou et Fantasio.
Pour l'occasion, Franquin s'associe de nouveau avec Greg qui lui écrit un scénario, tandis qu'il supervise le dessin, assisté d'un jeune dessinateur travaillant dans la société gérant les droits des produits dérivés chez Dupuis, qui prend le pseudonyme de Batem. Greg assurera aussi le scénario du second album, puis Yann sera choisi (par Franquin) pour le remplacer à partir du troisième album. C'est aussi à partir de cet album que Franquin va prendre du recul par rapport à la série, estimant que Batem, qu'il a formé, est assez mûr pour assurer seul le graphisme. Il va se contenter d'un rôle de metteur en scène, proposant des idées pour le scénario et orchestrant le duo.
Pour cette série, il réutilise des personnages créés auparavant pour divers récits, comme Bring M. Backalive, le chasseur de Marsupilami apparu en 1965 dans la courte histoire La cage parue dans le tome 24 de Spirou et Fantasio Tembo Tabou et dans Gaston et le Marsupilami, un album fait à regret composé de planches inédites et de réédition de courtes histoires parues dans Spirou, des années auparavant. Autre personnage de Franquin réutilisé pour cette série, le clown Noé, introduit dans l'histoire Bravo les Brothers. Yann le fait apparaitre dans plusieurs tomes : Mars le noir (T3), Fordlandia (T6) et L'Or de Boavista (T7).

### L'après-Franquin (1996-)
En 1996, parait le dixième tome, le premier non supervisé par Franquin, et sans Yann à l'écriture. Sous l'impulsion de l'éditeur, la série opère alors un changement : l'intrigue s'éloigne de la forêt de Palombie, théâtre jusque-là quasi unique des précédentes aventures, et met en avant des personnages humains, Rémi et Colin, ainsi que leur perroquet gris du Gabon, Cavernabrole. Le tandem chargé de l'écriture, Éric Adam et Xavier Fauche, ne signera qu'un second album, avant de tirer sa révérence. Batem scénarisera donc lui-même le douzième tome, Trafic à Jollywood, paru en 1998.
Les deux albums suivants, Le Défilé du jaguar, et Un fils en or, parus respectivement en 1999 et 2000, sont des adaptations de la série animée lancée durant la même période, et se caractérisent également par la forte présence de nouveaux protagonistes humains. Batem continue néanmoins à assurer la continuité graphique de l'œuvre.
Entre 2001 et 2005, Dugomier, co-créateur de Muriel et Boulon, scénarise quatre tomes, dont deux premiers situés dans l'univers du cirque, et composés exclusivement de gags en une planche. Les deux suivants replongent en revanche dans la forêt de Palombie.
À partir de 2006, c'est Stéphan Colman, dessinateur de Billy the Cat, qui s'installe comme scénariste régulier de la série. Sous sa plume, les histoires continuent à renouer avec la jungle palombienne, mais embrassent surtout une tonalité bucolique et écologiste, réminiscence des premiers opus supervisés par Franquin.
Il en enrichit aussi la mythologie, révélant par exemple dans le tome 27, Cœur d'étoile, que le marsupilami adulte mâle de la série est le frère du compagnon de Spirou et Fantasio.
En 2011, Marsu Productions décide de lancer une série dérivée, intitulée Marsu Kids, écrite par Wilbur et dessinée par Didier Conrad, destinée à élargir l'univers de la série. Chaque album a vocation à suivre un marsupilami différent. Ainsi, le premier tome suit un petit marsupilami avec un jeune indien chahuta, tandis que le second tome (2013) suit des marsupilamis siamois, car liés par la queue. Cette nouvelle série ne connaîtra pas de suite. En effet, dès 2013, Didier Conrad est recruté pour reprendre la série Astérix.
En 2014, les éditions Dupuis rachètent Marsu Productions. Le Marsupilami original, le compagnon de Spirou et Fantasio, est alors légalement autorisé à revenir dans la série-mère, après 46 ans d'absence. C'est le 55e album, intitulé La Colère du Marsupilami, sorti en mars 2016, qui marque le retour du Marsupilami, cette fois sous le crayon de Yoann. Dans le même temps, la série Marsupilami est de nouveau publiée dans le magazine Spirou dès 2013, avec la publication du tome 1 de 1987, La Queue du marsupilami (Spirou no 3924), suivie des nouvelles aventures à partir de Cœur d'étoile (Spirou no 3934).

## Albums
- 0 Capturez un marsupilami, juin 2002
Scénario et dessin : André Franquin - Couleurs : Cerise
- 1 La Queue du marsupilami, octobre 1987
Scénario : André Franquin, Greg - Dessin : Batem - Couleurs : Vittorio Leonardo
- 2 Le Bébé du bout du monde, juin 1988
Scénario : André Franquin, Greg - Dessin : Batem - Couleurs : Vittorio Leonardo
- 3 Mars le noir, mars 1989
Scénario : André Franquin, Yann - Dessin : Batem - Couleurs : Vittorio Leonardo
- 4 Le Pollen du Monte Urticando, novembre 1989
Scénario : André Franquin, Yann - Dessin : Batem - Couleurs : Vittorio Leonardo
- 5 Baby Prinz, octobre 1990
Scénario : André Franquin, Yann - Dessin : Batem - Couleurs : Cerise
- 6 Fordlandia, novembre 1991
Scénario : André Franquin, Yann - Dessin : Batem - Couleurs : Cerise
- 7 L'Or de Boavista, octobre 1992
Scénario : André Franquin, Yann - Dessin : Batem - Couleurs : Cerise
- 8 Le Temple de Boavista, octobre 1993
Scénario : André Franquin, Yann - Dessin : Batem - Couleurs : Cerise
- 9 Le Papillon des cimes, octobre 1994
Scénario : André Franquin, Yann - Dessin : Batem - Couleurs : Cerise
- 10 Rififi en Palombie, avril 1996
Scénario : Éric Adam, Xavier Fauche - Dessin : Batem - Couleurs : Cerise
- 11 Houba Banana, juillet 1997
Scénario : Éric Adam, Xavier Fauche - Dessin : Batem - Couleurs : Cerise
- 12 Trafic à Jollywood, juillet 1998
Scénario et dessin : Batem - Couleurs : Cerise
- 13 Le Défilé du jaguar, septembre 1999
Scénario : Jérémie Kaminka, Marais - Dessin : Batem - Couleurs : Cerise
- 14 Un fils en or, septembre 2000
Scénario : Jean-Michel Bourcquardez, Olivier Saive - Dessin : Batem - Couleurs : Cerise
- 15 C'est quoi ce cirque!?, septembre 2001
Scénario : Dugomier - Dessin : Batem - Couleurs : Cerise
- 16 Tous en piste, juin 2003
Scénario : Dugomier - Dessin : Batem - Couleurs : Cerise
- 17 L'Orchidée des Chahutas, juin 2004
Scénario : Dugomier - Dessin : Batem - Couleurs : Cerise
- 18 Robinson Academy, juin 2005
Scénario : Dugomier - Dessin : Batem, Stéphane Colman - Couleurs : Cerise
- 19 Magie blanche, novembre 2006
Scénario : Stéphane Colman - Dessin : Batem - Couleurs : Cerise
- 20 Viva Palombia !, juin 2007
Scénario : Stéphane Colman - Dessin : Batem - Couleurs : Cerise
- 21 Red Monster, avril 2008
Scénario : Stéphane Colman - Dessin : Batem - Couleurs : Cerise
- 22 Chiquito Paradiso, avril 2009
Scénario : Stéphane Colman - Dessin : Batem - Couleurs : Cerise
- 23 Croc vert, mai 2010
Scénario : Stéphane Colman - Dessin : Batem - Couleurs : Cerise - adaptation libre du dessin animé du même nom
- 24 Opération Attila, mai 2011
Scénario : Stéphane Colman - Dessin : Batem - Couleurs : Cerise
- 25 Sur la piste du Marsupilami, avril 2012
Scénario : Stéphane Colman, Alain Chabat, Doner - Dessin : Batem, Stéphane Colman - Couleurs : Cerise - adaptation du film du même nom
- 26 Santa Calamidad, novembre 2012
Scénario : Stéphane Colman - Dessin : Batem, Stéphane Colman - Couleurs : Cerise
- 27 Cœur d'étoile, novembre 2013
Scénario : Stéphane Colman - Dessin : Batem - Couleurs : Cerise
- 28 Biba, novembre 2014
Scénario : Stéphane Colman - Dessin : Batem - Couleurs : Cerise
- 29 Quilzèmhoal, novembre 2015
Scénario : Stéphane Colman - Dessin : Batem - Couleurs : Cerise
- 30 Palombie secrète, avril 2017
Scénario : Stéphane Colman - Dessin : Batem - Couleurs : Cerise
- 31 Monsieur Xing Yùn, avril 2018
Scénario : Stéphane Colman - Dessin : Batem - Couleurs : Cerise
- 32 Bienvenido a Bingo, mai 2019
Scénario : Stéphane Colman - Dessin : Batem - Couleurs : Cerise
- 33 Supermarsu, juin 2021
Scénario : Stéphane Colman - Dessin : Batem - Couleurs : Cerise
- 34 Marsu Club, mars 2025
Scénario : Stéphane Colman - Dessin : Batem
- HS L'Encyclopédie du marsupilami, novembre 1991
Scénario : Cambier, Verhoest - Dessin : Batem, André Franquin - Couleurs : Cerise

## Éditeurs
- Marsu Productions : tomes 1 à 32, 0 et hors-série (première édition des tomes 1 à 32 et HS)
- Dupuis : tome 33

## Adaptations
Le film d'animation long-métrage La Queue du Marsupilami est sorti en juin 1963. Il a été le premier long-métrage de Belvision[réf. nécessaire].
Il existe deux séries animées sur le Marsupilami. La première, Le Marsupilami, est produite en 1993 par les studios Disney. Dans cette série, le Marsupilami parle mais Franquin n'y est pas crédité au générique. La seconde série, Marsupilami est produite en 2000 par Marathon Animation et compte 130 épisodes de 26 minutes. Elle est composée de cinq saisons : Marsupilami (1 saison de 26 épisodes), Mon ami Marsupilami (1 saison de 26 épisodes), Marsupilami houba houba hop ! (deux saisons pour 52 épisodes), et Nos voisins les Marsupilamis (1 saison de 26 épisodes). Cette série a été diffusée dans de nombreux pays et a été un succès[réf. nécessaire]. 
Le long-métrage Sur la piste du Marsupilami, mis en scène par Alain Chabat, est tourné à partir de l'automne 2010 et est sorti en avril 2012.
Le film Le Marsupilami réalisé par Philippe Lacheau débute son tournage en 2024 pour une sortie prévue en 2026.